# Laurent Vial
Laurent Vial (Corcelles, cantó de Berna, 9 de setembre de 1959) va ser un ciclista suís. Del seu palmarès destaca la medalla de plata als Jocs Olímpics de Los Angeles de 1984 com amateur.

## Palmarès
- 1984
  -  Medalla de plata als Jocs Olímpics de Los Angeles an la prova contrarellotge per equips (amb Richard Trinkler, Alfred Achermann i Benno Wiss)